# Karadj
Karadj ou Karadsch (en persan : كرج / Karaj [kæˈɾædʒ]) est une ville d'Iran située dans la province d'Alborz au pied des monts Elbourz, 30 km à l'ouest de Téhéran. La croissance de sa population est très rapide.
La composition ethnique de Karaj comprend 47% des Perses, 36,1% des Turcs, 7,4% des Kurdes et 4,4% des Iraniens du Nord.

## Histoire
L'histoire de Karadj remonte aux premiers empires en Iran. Le temple du feu zoroastrien de Takht-e-Rostam, datant de l'époque parthe en est un témoignage.

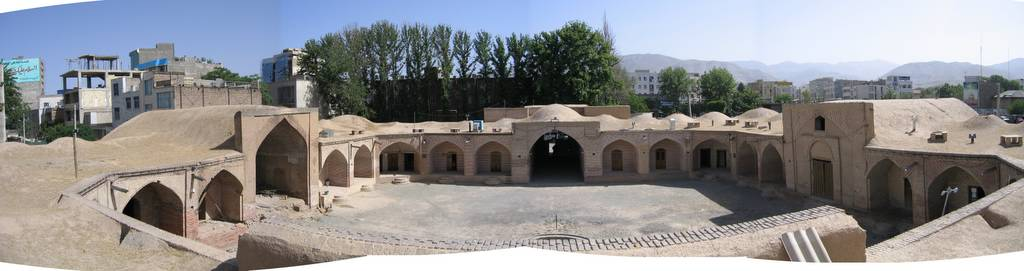
Le caravansérail d'époque safavide.

Parmi les monuments historiques de la ville, on peut citer le palais Soleimanieh (accueillant actuellement une faculté d'agronomie), le mausolée de Shahzadeh Soleiman, l'Imamzadeh Rahman et Zeid Palang Abad-e-Eshtehard.
Pendant le règne des Pahlavi, on a construit à Mehrshahr (un des districts de la ville) un palais dessiné par la Fondation Frank Lloyd Wright, le palais Morvarid.

## Karadj aujourd'hui
La base de l'économie de Karaj est sa proximité avec Téhéran. Sa position entre la Mer Caspienne et la capitale en fait un nœud important des transports : la ville est connectée par autoroute et chemin de fer avec Téhéran et Qazvin (à 100 km au nord-ouest), et le réseau du métro de Téhéran arrive jusqu'à Karadj.
Les produits transformés de l’agriculture, les produits chimiques et les engrais sont aussi fabriqués en quantité dans la région. La ville abrite l'usine automobile Pars Khodro qui y assemble ses propres modèles, ainsi que des véhicules Nissan destinés au marché national.
Le barrage Amirkabir est situé au-dessus de la ville, de même que d'autres petits lacs, ce qui rend le climat de Karadj un peu plus frais que celui de Téhéran, attirant de nombreux Téhéranis voulant s'éloigner un peu de la capitale.

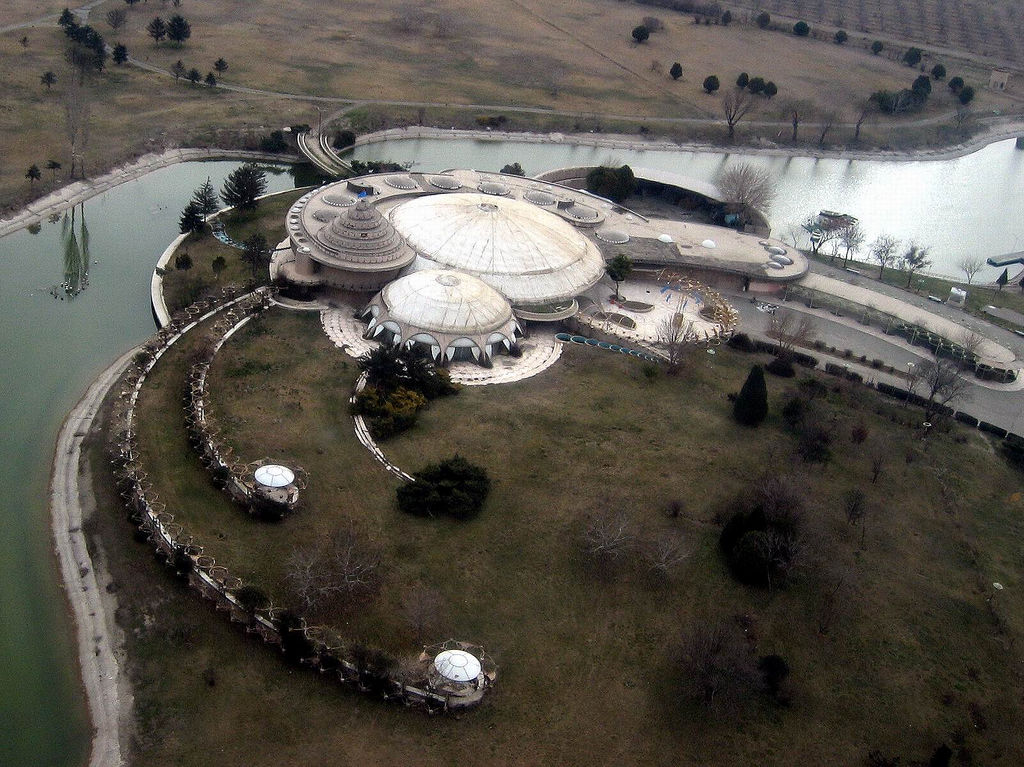
Palais Morvarid, dans le quartier de Mehrshahr.

Voici les principaux quartiers de la ville :
- Azimiye (Resalat)
- Gohardacht
- Jahanshahr
- Mesbah
- Mehrshahr
- Mehr Vila
- Shahin Vila
- Dehghan Vila
- Hesarak
- Mahdasht
- Fardis
- Kalak & Hesar
- Islam Abad
- Golshahr

### Universités
- Université Islamique libre de Karaj
- Faculté d'agriculture et des ressources naturelles de l'université de Téhéran, situé à Karaj

## Personnes liées à Karaj
- Kimia Alizadeh, (1998), taekwondoïste
- Albert Lamorisse, réalisateur de cinéma français, mort le 2 juin 1970 au lac de Karaj, dans un accident d'hélicoptère à la fin du tournage du film Le Vent des amoureux.
- Armita Abbasi (2001-), militante iranienne.
- Seyed Mehdi Alavi, étudiant d'élite iranien avec 100 médailles en mathématiques, intelligence, robotique dans le pays et à l'étranger.
- Mahmoud Sattari (1991-), kickboxeur iranien.